# La Superba
La Superba (Y Canum Venaticorum / Y CVn) es una estrella de la constelación de Canes Venatici, notable por su profundo color rojo. Su nombre se debe al astrónomo italiano del siglo XIX Angelo Secchi quien, impresionado por su belleza, la llamó así («La Soberbia»).

## Características físicas

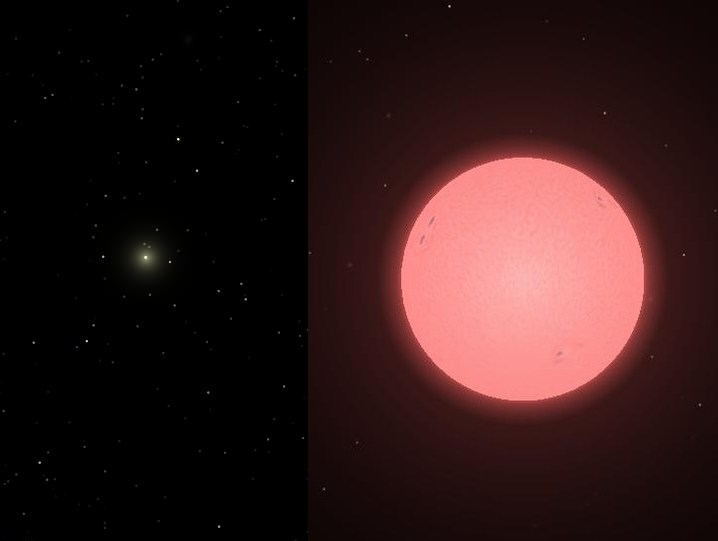
Y Canum Venaticorum y el Sol, observados desde una distancia de 25 UA (simulación obtenida con Celestia).

Situada a aproximadamente 711 años luz del sistema solar, La Superba es una de las estrellas más rojas del cielo y una de las estrellas de carbono más brillantes. Su temperatura superficial está en torno a los 2800 K, lo que la convierte en una de las estrellas más frías que se conocen. Es una variable semirregular, cuya magnitud aparente oscila entre +4,8 y +6,3 en un ciclo de 160 días. 
Apenas es visible a simple vista, pues la mayor parte de la radiación que emite está fuera del espectro visible. Si consideramos la radiación infrarroja, es 4400 veces más luminosa que el Sol, con un radio de 215 radios solares. Si estuviera situada en el centro del sistema solar, su superficie alcanzaría la órbita de la Tierra.

## Aspecto
Para explicar su extraordinario color hay que señalar que las estrellas de la secuencia principal, una vez que han acabado la fusión del hidrógeno en su núcleo, comienzan a transformar el helio en carbono. En esta fase, llamada de gigante roja, las capas externas se expanden y enfrían, haciendo que la radiación emitida por la estrella se desplace hacia el extremo rojo del espectro electromagnético.
Al acercarse al final de este ciclo estelar, los productos de fusión suben a la superficie por convección, aumentando la abundancia de carbono en la atmósfera, donde se forman compuestos como monóxido de carbono y cianógeno. Estas moléculas tienden a absorber la radiación de longitudes de onda cortas, resultando un espectro con menos azul y violeta que en una gigante roja clásica, lo que produce el color rojo tan notable.

## Evolución
La Superba parece estar en las últimas fases de la fusión del helio en carbono y pierde masa por medio de un viento estelar a un ritmo un millón de veces mayor que el Sol. Está rodeada de una nube de material expulsado previamente de unos 2,5 años luz de tamaño, lo que indica que con anterioridad perdió masa a un ritmo 50 veces superior al actual. Parece lista para expulsar sus capas exteriores y formar una nebulosa planetaria, con una enana blanca en su centro como remanente.